# Cumella compacta
Cumella compacta är en kräftdjursart som beskrevs av Jones 1984. Cumella compacta ingår i släktet Cumella och familjen Nannastacidae. Inga underarter finns listade i Catalogue of Life.